# Hovs kyrka, Östergötland
Hovs kyrka är en kyrkobyggnad i Vadstena kommun, Östergötland som tillhör Vadstena församling i Linköpings stift. Den var tidigare huvudkyrka i Hovs församling. 

## Kyrkobyggnaden
Kyrkan ligger på en höjd norr om sjön Tåkern. Den har ett långhus med rakavslutat kor. Taket, som är klätt med spån, är högt och har ett brant fall. En sakristia är tillbyggd på norra sidan. Kyrkans torn står i väster och inrymmer på bottenplanet ett vapenhus. 
Sentida interiör putsning har tagits bort och medeltida kalkmålningar är åter synliga.

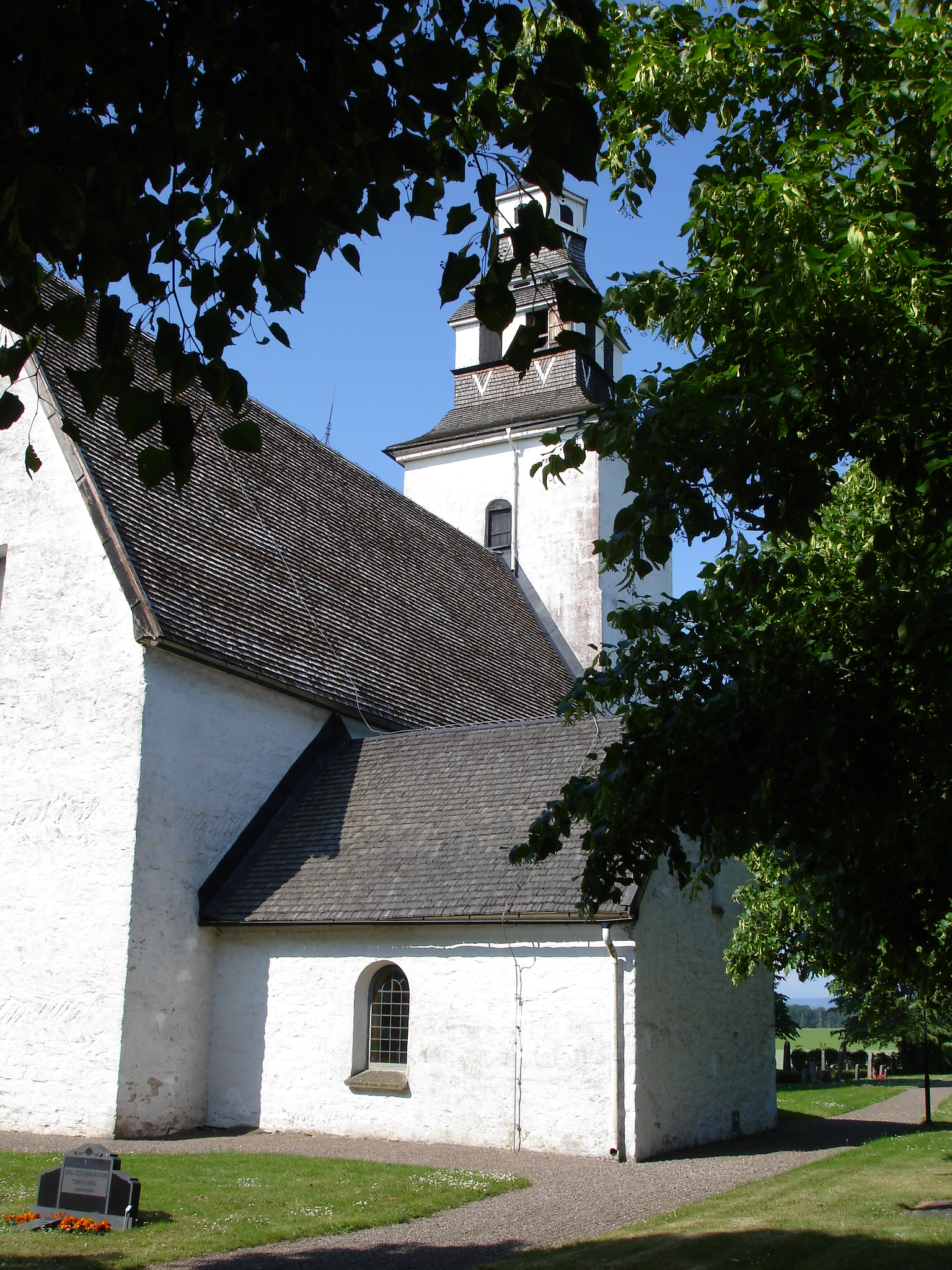
Kyrkan med sakristian

## Historik
Kyrkan i Hov uppfördes under 1100-talet och är en av de äldsta kyrkorna i bygden. Denna romanska kyrka hade ursprungligen ett mindre kor i öster, men det ersattes i slutet av medeltiden av det nuvarande rakavslutade koret. 
Valven i långhuset slogs under 1300-talet. 
En större restaurering utfördes 1950.

## Orgel
- 1774 byggdes en orgel av Lars Strömblad i Ödeshög med 7 stämmor.
- 1914 ersattes den med en orgel byggd av Åkerman och Lund i Sundbybergs köping med 10 stämmor och två manualer och pedal.
- 1975 byggde den nuvarande orgeln av Smedmans orgelbyggeri i Lidköping. Den är mekanisk och fasaden är delvis från kyrkans första orgel från 1774.

| Huvudverk I   | Svällverk II  | Pedal      | Koppel |
| Gedackt 8’    | Rörflöjt 8’   | Subbas 16’ | I/P    |
| Princial 4’   | Waldflöjt 4’  | Gedackt 8’ | II/P   |
| Täckflöjt 4’  | Spetsflöjt 2’ |            | II/I   |
| Kvinta 2 2⁄3’ | Vox humana 8’ |            |        |
| Oktava 2’     | Tremulant     |            |        |
| Scharff III   |               |            |        |
| Trumpet 8'    |               |            |        |

### Diskografi
- Pastoral / Beckman, Marie-Louise, orgel. CD. Svenska kyrkan VFCD 002. 2015.

### Gravstensutställningen
1950 fann man 151 större eller mindre runristade gravkistfragment i kyrkans väggar. Det uppskattas att ytterligare cirka 100 fragment av gravmonument finns kvar i murarna. De fragment som hör ihop har sammanfogats och idag förvaras ett 100-tal stenar i kyrkan. De hade tidigare varit uppställda på kyrkogården, men när den nuvarande kyrkan byggdes på 1100-talet användes de som byggnadsmaterial. Samtliga stenblock var från kristna gravar från 1000-talet och fyndet är unikt än idag. Gravfragmenten visas numera i en utställning i tornkammaren.

## Inventarier
- Ekskulptur föreställande ett stående lejon, kanske del av en medeltida kungsstol.[4]
- Altaruppsatsen fick sitt nuvarande utseende av Bengt Wedulin 1719, men dess mittersta del, corpus, är medeltida.

## Hovgården
Knappt en kilometer söder om kyrkan ligger Hovgården, en tidigare kungsgård inom Uppsala öd. 

## Kuriosa
- Hovsgatan i Vadstena har fått sitt namn av att den i förlängning sträckte sig till Hovs kyrka.